# Jules Laforgue
Jules Laforgue (Montevideo, 1860. augusztus 16. – Párizs, 1887. augusztus 20.) francia költő.

## Élete
Uruguayban született, apja egy francia bank alkalmazottja volt. Hatéves korában anyjával és testvéreivel együtt áthajózott Franciaországba. Az anya gyermekeit egy rokonának gondjaira bízta Tarbes városában, ahonnan az apa származott, maga pedig visszament Uruguayba. A fiú a városi középiskolában tanult, tizenöt éves volt, amikor szülei végleg visszatértek. 1876-ban a család Párizsba költözött, ott az anya a következő évben meghalt.
Első versei kisebb lapokban jelentek meg. 1880-ban megismerkedett Gustave Kahnnal, (a szabadvers egyik első híve) és látogatni kezdte a parnasszisták ellen fellépő fiatalok irodalmi körét. Ekkor írta első „filozófiai poémá”-it. Apja halála után gondjaiba vette testvéreit. Paul Bourget ajánlatára hamarosan kinevezték Auguszta német császárné felolvasójának Berlinbe. A következő években beutazta Németországot.
Első verseskötete 1885-ben jelent meg (Les Complaintes), mely fölkeltette az irodalmi körök figyelmét; és még év végén követte azt második kötete is (L’imitation de Notre-Dame la Lune).
1886-ban otthagyta felolvasói állását. Párizsba visszatérve a folyóiratok közölni kezdték költeményeit. Az év utolsó napján házasságot kötött angol nyelvtanárnőjével. A következő év nyarán halt meg tbc-ben, még mielőtt tehetsége teljes mértékben kibontakozhatott volna.

## Költészete
Bár fiatalon meghalt, Jules Laforgue jelentős képviselője a 19. század végén kibontakozott szimbolista „iskolának”. Költészete Arthur Rimbaud zsenijének „mintegy népszerűbb, felhígítottabb kiadása” – írja Szerb Antal. – Jellemzője a szentimentális, szimbolista bánat és az irónia vegyítése, ennyiben Heinére hasonlít. Sok verset írt a holdról és a pierrot-król; versei ábrándosabbak a szimbolisták verseinél, de önmagát is parodizálta. Költészete egyre inkább a szabadvers felé haladt; felhasználta az utcai énekesek és a tolvajnyelv  kifejezéseit, sok tréfás-tudományos műszót, főképp a filozófia köréből. Így teremtette meg csillogó impresszionista stílusát, mely inkább az 1920-as évek kiábrándult és ironikus fiatal költőihez közelíti.
Laforgue Párizsban a pénztelen fiatal intellektuellek életét élte. Verseiben a magányos vasárnap délutánok bánatáról beszél, az udvarról felhangzó kintornáról, az előkelő városnegyedek utcáira kihallatszó zongorajátékról, a távoli vadászkürtök melankóliájáról, a távírópóznákról az utak mentén és közeledő haláláról. Formája a belső monológ (monologue intérieur). Későbbi verseibe jóval több pszichológiát visz, kifejezi a modern szerelem belső küzdelmeit és kielégíthetetlenségét.
Ha folyamatosan olvassuk, versei eléggé egyhangúak. Ő is pedáns, mint sok századvégi francia; verseibe hatalmas tudásanyagot zsúfol. Szerb Antal szerint sértetlen szépségben csak szabadverses, elengedett hangulatú Derniers vers című posztumusz kötete (1890) marad meg, benne két gyönyörű verse: Solo de lune és L'hiver qui vient. Ezeknek is inkább szentimentalizmusuk hat, amelynek ízét csak jobban kihozza a beléjük cseppentett irónia.

## Verseskötetei
- Les Complaintes (1885)
- L’Imitation de Notre-Dame la Lune (1886)
- Le Concile féerique (1886)

### Posztumusz kötetek
- Des Fleurs de bonne volonté (1890)
- Derniers Vers de Laforgue (1890)
- Le Sanglot de la terre (1901)
- Premiers poèmes (1903)
- Anthologie poétique de Jules Laforgue (1952)